# Joel Bichsel
Joel Bichsel (* 4. März 2002 in Olten) ist ein Schweizer Fussballspieler.

## Karriere

### Vereine
Bichsel wechselte 2015 zu den Young Boys Bern und durchlief mehrere Juniorenstationen. Für YB II spielte er 56 Partien in der drittklassigen Promotion League. 2023 stattete ihn YB mit einem Profivertrag aus. Zur Saison 2023/24 wechselte er auf Leihbasis zum SC Freiburg II, wo er bereits am ersten Spieltag, bei einem 1:1 gegen den MSV Duisburg, im deutschen Profifussball debütierte. 
Im August 2024 wechselte er zum 1. FC Saarbrücken.

### Nationalmannschaft
Bichsel debütierte im März 2023, bei einem 2:3 gegen Dänemark, in der U21 der Schweiz.